# Liste des arrêts de la Cour suprême des États-Unis, volume 545
Ceci est une liste des arrêts de la Cour suprême des États-Unis du volume 545 de l’United States Reports (2005) :

## Liste
- Gonzales v. Raich, 545 U.S.  1 (2005)
- Alaska v. United States, 545 U.S.  75 (2005)
- Spector v. Norwegian Cruise Line Ltd., 545 U.S.  119 (2005)
- Johnson v. California, 545 U.S.  162 (2005)
- Bradshaw v. Stumpf, 545 U.S.  175 (2005)
- Merck KGaA v. Integra Lifesciences I, Ltd., 545 U.S.  193 (2005)
- Wilkinson v. Austin, 545 U.S.  209 (2005)
- Miller-El v. Dretke, 545 U.S.  231 (2005)
- Grable & Sons Metal Products, Inc. v. Darue Engineering & Mfg., 545 U.S.  308 (2005)
- San Remo Hotel, L. P. v. City and County of San Francisco, 545 U.S.  323 (2005)
- Dodd v. United States, 545 U.S.  353 (2005)
- Rompilla v. Beard, 545 U.S.  374 (2005)
- Graham County Soil & Water Conservation Dist. v. United States ex rel. Wilson, 545 U.S.  409 (2005)
- American Trucking Assns., Inc. v. Michigan Pub. Serv. Comm'n, 545 U.S.  429 (2005)
- Mid-Con Freight Systems, Inc. v. Michigan Pub. Serv. Comm'n, 545 U.S.  440 (2005)
- Kelo v. New London, 545 U.S.  469 (2005)
- Gonzalez v. Crosby, 545 U.S.  524 (2005)
- Exxon Mobil Corp. v. Allapattah Services, Inc., 545 U.S.  546 (2005)
- Orff v. United States, 545 U.S.  596 (2005)
- Halbert v. Michigan, 545 U.S.  605 (2005)
- Mayle v. Felix, 545 U.S.  644 (2005)
- Van Orden v. Perry, 545 U.S.  677 (2005)
- Castle Rock v. Gonzales, 545 U.S.  748 (2005)
- Bell v. Thompson, 545 U.S.  794 (2005)
- McCreary County v. American Civil Liberties Union of Ky., 545 U.S.  844 (2005)
- Metro-Goldwyn-Mayer Studios Inc. v. Grokster, Ltd., 545 U.S.  913 (2005)
- National Cable & Telecommunications Assn. v. Brand X Internet Services, 545 U.S.  967 (2005)

## Source
- (en) Cet article est partiellement ou en totalité issu de l’article de Wikipédia en anglais intitulé « List of United States Supreme Court cases, volume 545 » (voir la liste des auteurs).